# Багатофункційна забудова

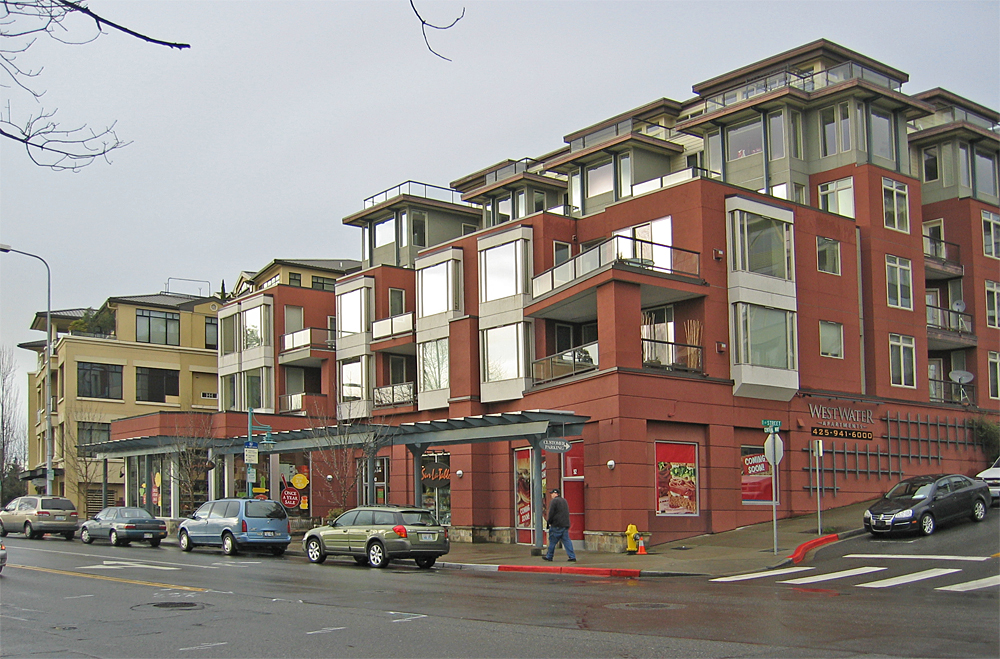
Житловий комплекс із торговими та медичними офісами на першому поверсі, Кіркленд

Багатофункційна забудова (англ. Mixed-use development) – це тип міської забудови, міського дизайну, міського планування та/або класифікація зонування, яка поєднує численні види використання, наприклад житлові, комерційні, культурні, інституційні, рекреаційні чи розважальні, в одному просторі, де ці функції певною мірою фізично і функціонально інтегровані та поєднані пішохідними зв'язками.    Багатофункційна забудова може бути застосована до окремої будівлі, кварталу чи мікрорайону, або в політиці зонування всього міста чи іншої адміністративної одиниці. Ці проекти можуть бути виконані приватним забудовником, (квазі)державною агенцією або їх комбінацією. Багатофункційна  забудова може являти собою нове будівництво, повторне використання існуючої будівлі чи забудованої території або їх поєднання.

## Історія
Історично людські поселення складалися з суміші різноманітних функцій. Однак наприкінці 19 століття відбулися негативні наслідки для навколишнього середовища та здоров’я через індустріалізацію, коли функції були змішані. Congrès Internationaux d'Architecture Moderne (включаючи Ле Корбюзьє та Корнеліса ван Естерена) розробили концепцію функціонального міста, яка передбачала функціональний поділ міста. Під час післявоєнної реконструкції поділ функцій став керівним принципом політики просторового планування у багатьох країнах. Наприклад, діяльність була перенесена з житлових районів і розміщена в окремих промислових зонах .

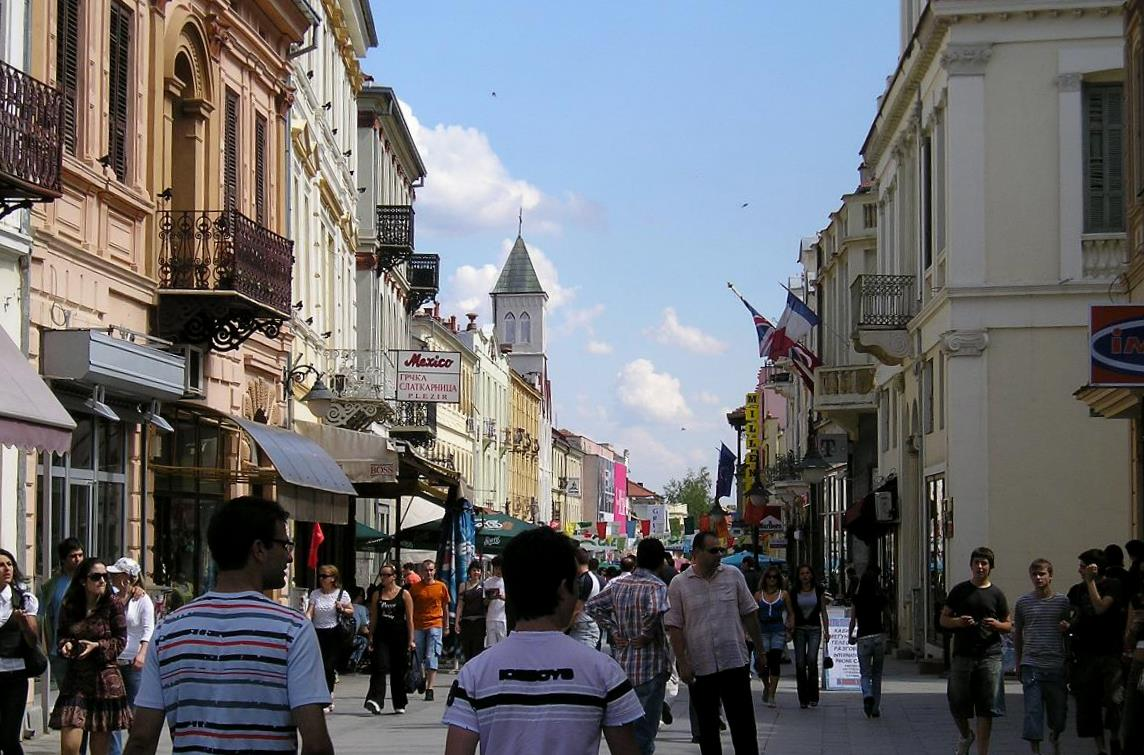
Традиційна багатофункційна забудова міського центру, Бітола

Розквіт зонування окремого користування в Сполучених Штатах настав після Другої світової війни, коли планувальник і комісар парків Нью-Йорка Роберт Мозес виступив за будівництво супермагістралей, щоб розділити функції та райони міста. Антитезою до цих практик виступила активістка та письменниця Джейн Джейкобс, яка була головним прихильником багатофункціонального зонування, вважаючи, що воно відіграє ключову роль у створенні органічного, різноманітного та яскравого вуличного ландшафту. Ці дві фігури йшли один до одного протягом більшої частини 1960-х років. З 1990-х років багатофункціональне зонування знову стало бажаним, оскільки воно працює для боротьби з розповсюдженням міст і підвищення економічної життєздатності.

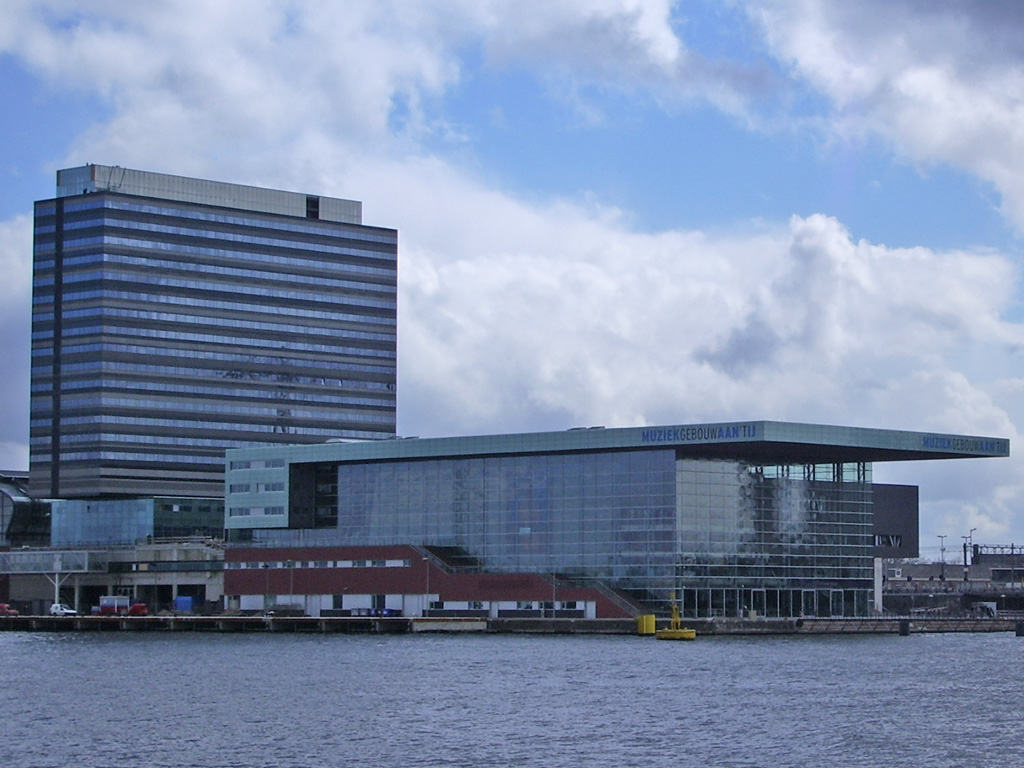
Багатофункційний район Oostelijk Havengebied у Амстердамі

У більшості країн Європи урядова політика заохочувала збереження ролі центру міста як основного місця для бізнесу, роздрібної торгівлі, ресторанів і розваг, на відміну від Сполучених Штатів, де зонування активно перешкоджало такому змішаному використанню протягом багатьох десятиліть. У Великій Британії, наприклад, готелі включені під ту саму парасольку, що й «житлові», а не комерційні, як вони класифікуються в США . Франція так само тяжіє до змішаного використання, оскільки більша частина Парижа просто зонована як «загальне місто», що дозволяє різноманітне використання. Навіть зони, де розташовані особняки та вілли аристократів, зосереджуються на збереженні історії та архітектури, а не на зонуванні однієї родини. Зонування для однієї сім’ї також відсутнє в Німеччині, де коди зонування не розрізняють різні типи житла.
Прив’язаність Америки до приватної власності та традиційного заміського будинку 1950-х років, а також глибокі расові та класові розбіжності відзначили розбіжності в зонуванні змішаного використання між континентами . Як наслідок, більшість центральних міст Європи «за замовчуванням» мають змішане використання, а сам термін «змішане використання» набагато більш доречний щодо нових районів міста, де намагаються поєднати житлову та комерційну діяльність, як, наприклад, в Амстердамі у районі Eastern Docklands (Oostelijk Havengebied).

## Приклади змішаних функцій
- Дозвіл на розміщення магазину в раніше монофункціональному житловому районі;
- Житло над магазинами на торговій вулиці;
- Житлові комплекси з комерційними функціями в цоколі;
- Будівлі з мансардами, які також містять робочі місця та студії;
- Підвальні паркінги з торговими приміщеннями на першому поверсі.

## Переваги
Перевагами змішаних функцій є:
- Більша варіативність типів житла та щільності забудови, більш доступне житло (менші житлові одиниці), пропозиція житла на весь життєвий цикл (від будинків для початківців до житла для літніх людей);
- Менші відстані між будинками, робочими місцями, магазинами та іншими об’єктами чи пунктами призначення;
- Кращий доступ до свіжої та здорової їжі, оскільки до супермаркетів і речових ринків можна дістатися на велосипеді або пішки;
- Компактна міська забудова, синергія між різними функціями (наприклад, мешканці забезпечують клієнтуру магазинів, а магазини забезпечують зручності для мешканців);
- Сильніший характер міського району, почуття місця;
- Зручні для пішоходів і велосипедистів райони, а також краща доступність громадським транспортом. Це призводить до зниження транспортних витрат.